# Amtsgericht Wartenburg
Das Amtsgericht Wartenburg war ein preußisches Amtsgericht mit Sitz in der Stadt Wartenburg, Ostpreußen.

## Geschichte
In Wartenburg bestand bis 1849 das Land- und Stadtgericht Wartenburg und danach die Gerichtskommission Wartenburg des Kreisgerichtes Allenstein. Im Rahmen der Reichsjustizgesetze wurden die bestehenden Gerichte aufgehoben und einheitlich Amtsgerichte gebildet. Das königlich preußische Amtsgericht Wartenburg wurde mit Wirkung zum 1. Oktober 1879 als eines von zehn Amtsgerichten im Bezirk des Landgerichtes Allenstein im Bezirk des Oberlandesgerichtes Königsberg gebildet. Der Sitz des Gerichtes war Wartenburg. Sein Gerichtsbezirk umfasste aus dem Kreis Allenstein den Stadtbezirk Wartenburg und die Amtsbezirke Bartelsdorf, Cronau, Hirschberg, Lemkendorf, Lengainen, Maraunen, Mokainen, Preylowen (Preiwils), Purden, Forstbezirk Purden, Ramsau, Schönau und Wartenburg (Strafanstalt). Am Gericht bestanden 1880 zwei Richterstellen. Das Amtsgericht war damit ein kleines Amtsgericht im Landgerichtsbezirk.
Im Jahre 1945 wurde der Amtsgerichtsbezirk unter polnische Verwaltung gestellt, und die deutschen Einwohner wurden vertrieben. Damit endete auch die Geschichte des Amtsgerichtes Wartenburg.